# Kloster Marienthal (Geisenheim)

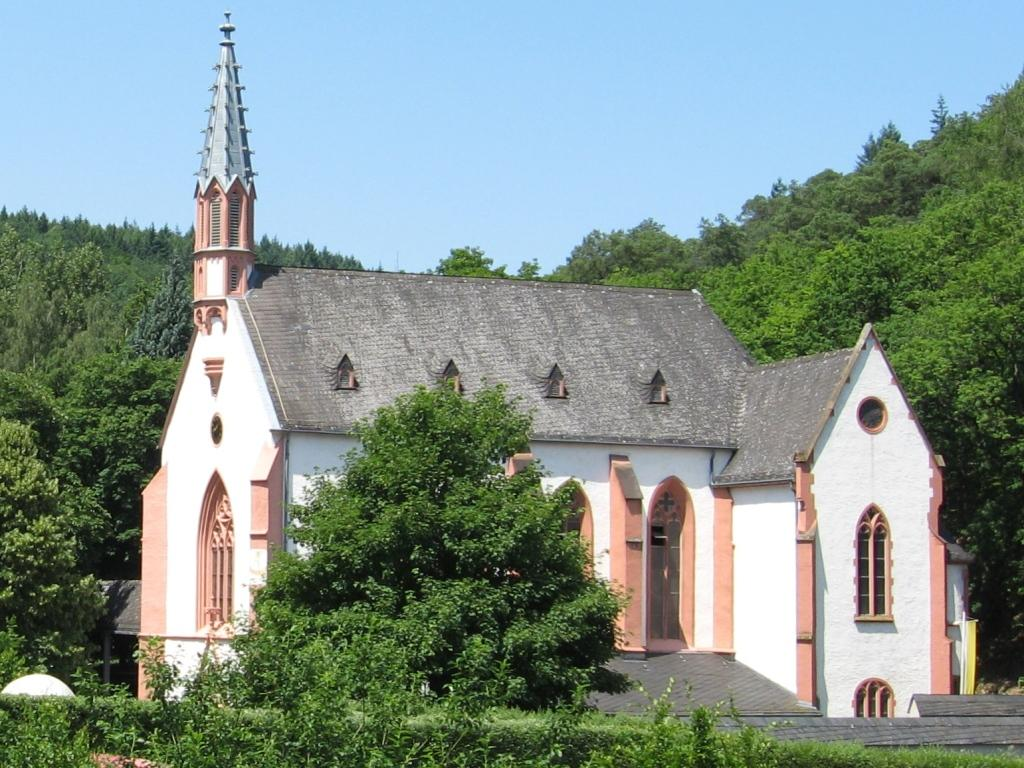
Klosterkirche Marienthal

Das Kloster Marienthal ist eine Niederlassung der Franziskaner bei der Wallfahrtskirche Marienthal in Marienthal, einem Stadtteil von Geisenheim im Rheingau-Taunus-Kreis in Hessen.

## Lage
Der Elsterbach fließt durch die Klosteranlage, die auf einer Lichtung in ca. 200 m Höhe liegt. Über die Kreisstraße 984 ist das Kloster mit dem nahegelegenen Geisenheimer Stadtteil Marienthal verbunden.

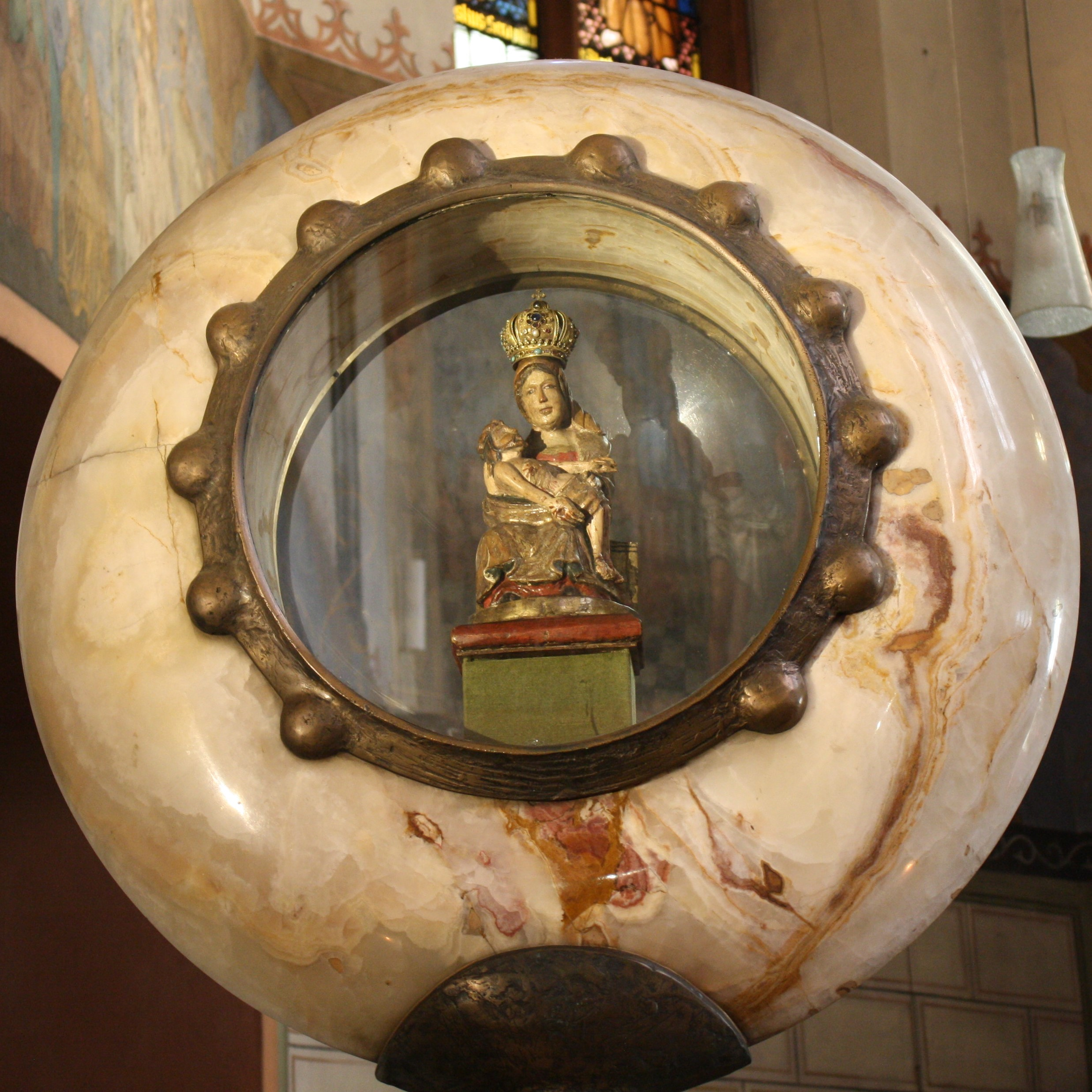
Gnadenbild in der Klosterkirche von Marienthal

## Geschichte des Klosters
Die Geschichte des Wallfahrtsortes begann laut Überlieferung im Jahr 1309 mit der wunderhaften Heilung des blinden Jägers Hecker Henn, der vor einem Marienbild im Wald gebetet hatte. Für das Marienbild, eine Pietà, baute der Junker Hans Schaffrait 1313 eine Kapelle. Wegen des schnell wachsenden Pilgerstroms und zahlreicher Heilungsberichte wurde die Kapelle ab 1326 durch eine größere Kirche ersetzt. Die Weihe erfolgte am Fest Mariä Geburt, dem 8. September 1330, durch den damaligen Administrator des Erzbistums Mainz Balduin. An der Kirche amtierten zunächst Weltpriester.
Im 15. Jahrhundert ging die Wallfahrt stark zurück, bis 1463 ein Konvent der Brüder vom gemeinsamen Leben an der Kirche angesiedelt wurde. Sie bewirkten einen geistlichen, aber auch wirtschaftlichen Aufschwung durch die Errichtung einer Druckerei, der siebten überhaupt, nur 28 Jahre nach Johannes Gutenbergs Erfindung. Durch den Einfluss der Reformation und unter dem Druck wirtschaftlicher Schwierigkeiten gaben die Fraterherren Marienthal um 1550 auf.
1568 kamen fünf Augustiner-Chorherren aus dem Stift Pfaffen-Schwabenheim nach Marienthal; die Niederlassung bestand jedoch nur bis 1601.
1612 wurde die Anlage den Jesuiten übergeben. Sie erneuerten die Gebäude und führten die Wallfahrt zu neuer Blüte. Besonders die Pestepidemie im Rheingau 1626 führte eine große Zahl von Pilgern nach Marienthal. Gleichzeitig brachte der Dreißigjährige Krieg schwere Zerstörungen und Verluste. Danach setzte ein neuer barocker Aufschwung ein. Er endete mit der Aufhebung des Jesuitenordens 1773. Das Gnadenbild wurde in die Pfarrkirche von Geisenheim übertragen. Der 1782 begonnene Abbruch der Wallfahrtskirche wurde eingestellt, als während der Arbeiten ein Maurer ums Leben kam. Die Kirche blieb als Ruine stehen, und weiterhin kamen Beter dorthin.
1846 kaufte der aus Koblenz stammende Fürst Metternich die Klosteranlage und allen zugehörigen Grundbesitz. Im Zusammenwirken mit dem preußischen Adligen und Gesandten des russischen Zaren von Maltitz und dem Limburger Bischof Peter Joseph Blum, einem gebürtigen Geisenheimer, ließ er die Kirche wiederherstellen. Am Fest Mariä Geburt, dem 8. September 1858, wurde das Gnadenbild, begleitet von mehreren tausend Pilgern, nach Marienthal zurückgebracht, und Bischof Blum weihte die Kirche.
Seit 1873 – unterbrochen in den Jahren des bismarckschen Kulturkampfs – versehen Franziskaner die Pilgerseelsorge. Ihre Gemeinschaft wurde 1908 zu einem regulären Kloster erhoben. Im August 2026 werden die Franziskaner das Kloster Marienthal verlassen.

## Glocken
Silberhelles, klangreines Schilling Bronzegeläut voller Temperament und Klangfreude.
Geläutedisposition: as′′-2 – b′′-2 – des′′′+/-0
| Nr. | Name       | Masse (kg) | Ø (mm) | Schlagton (16tel) | Abklingdauer (Sec.) | Klangverlauf     | Gussjahr | Glockengießer               | Inschrift                                     |
| 1   | Maria      | 85         | 503    | as2-2             | 59                  | absolut ruhig    | 1966     | Friedrich Wilhelm Schilling | + SANCTA MARIA + A. D. MCMLXVI, Gießerzeichen |
| 2   | Franziskus | 60         | 447    | b2-2              | 42                  | großwellig ruhig | 1966     | Friedrich Wilhelm Schilling |                                               |
| 3   | Elisabeth  | 35         | 350    | des3+/-0          |                     |                  | 1966     | Friedrich Wilhelm Schilling |                                               |

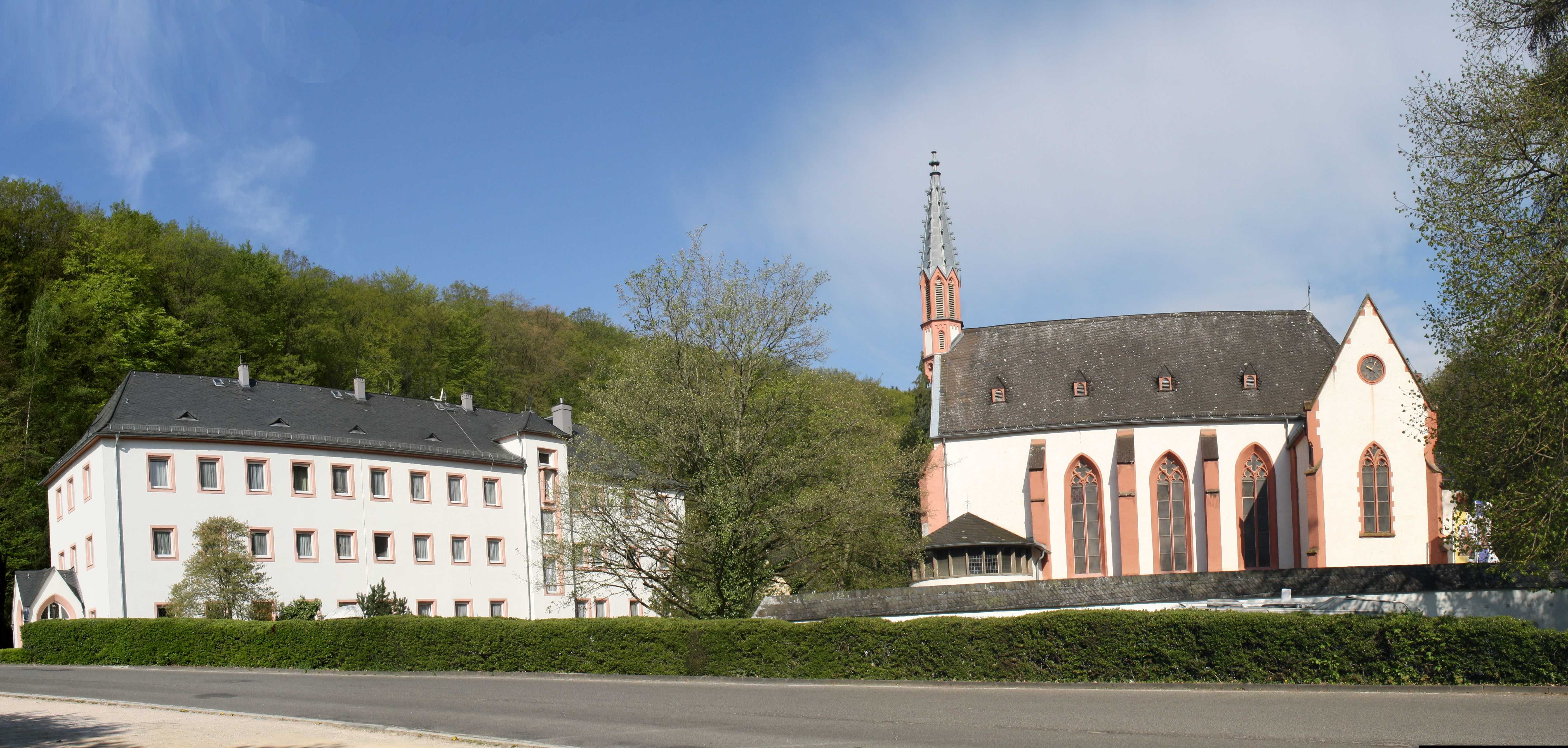
Gesamtansicht Klostergebäude mit Kirche
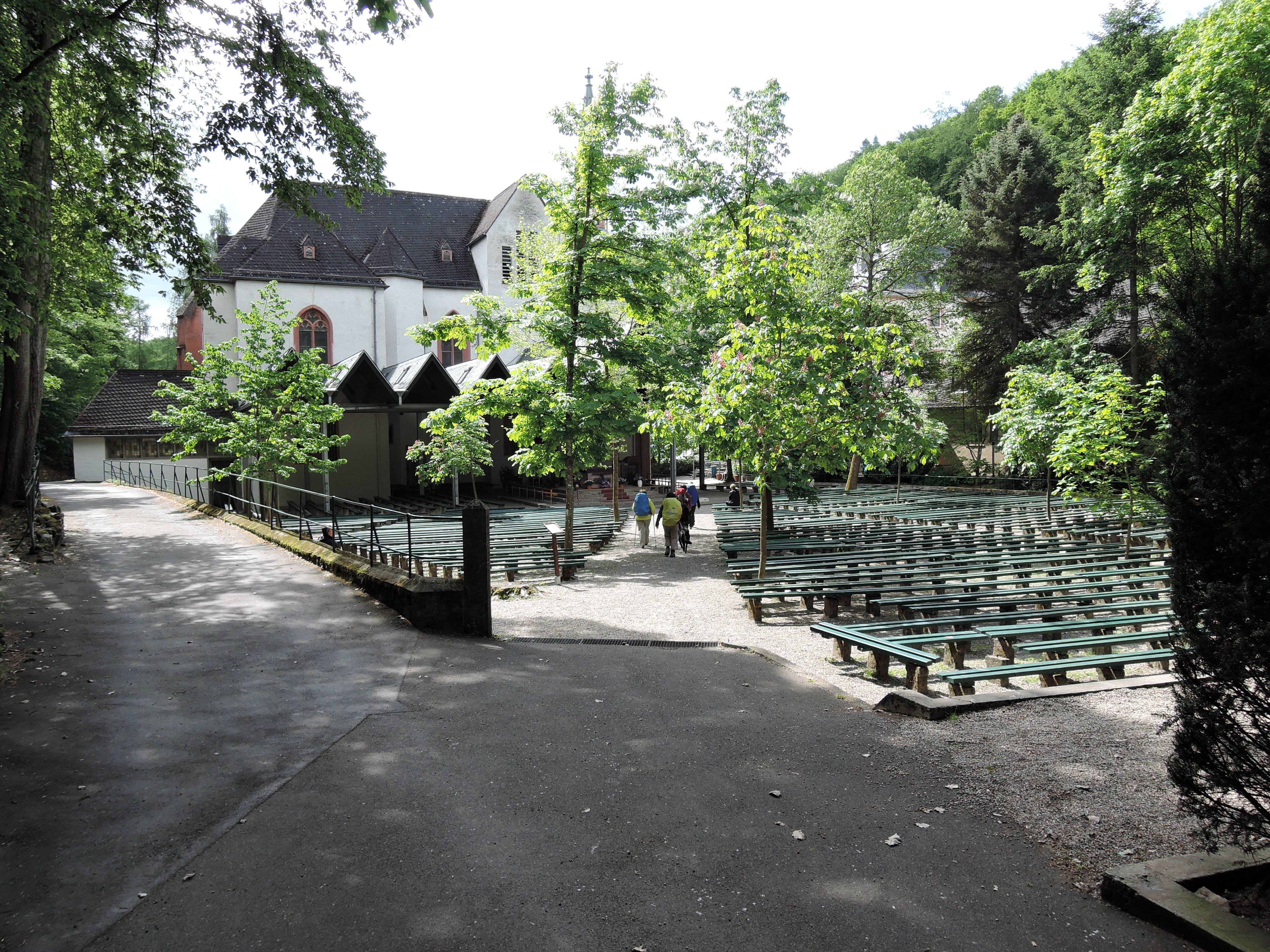
Pilgerplatz
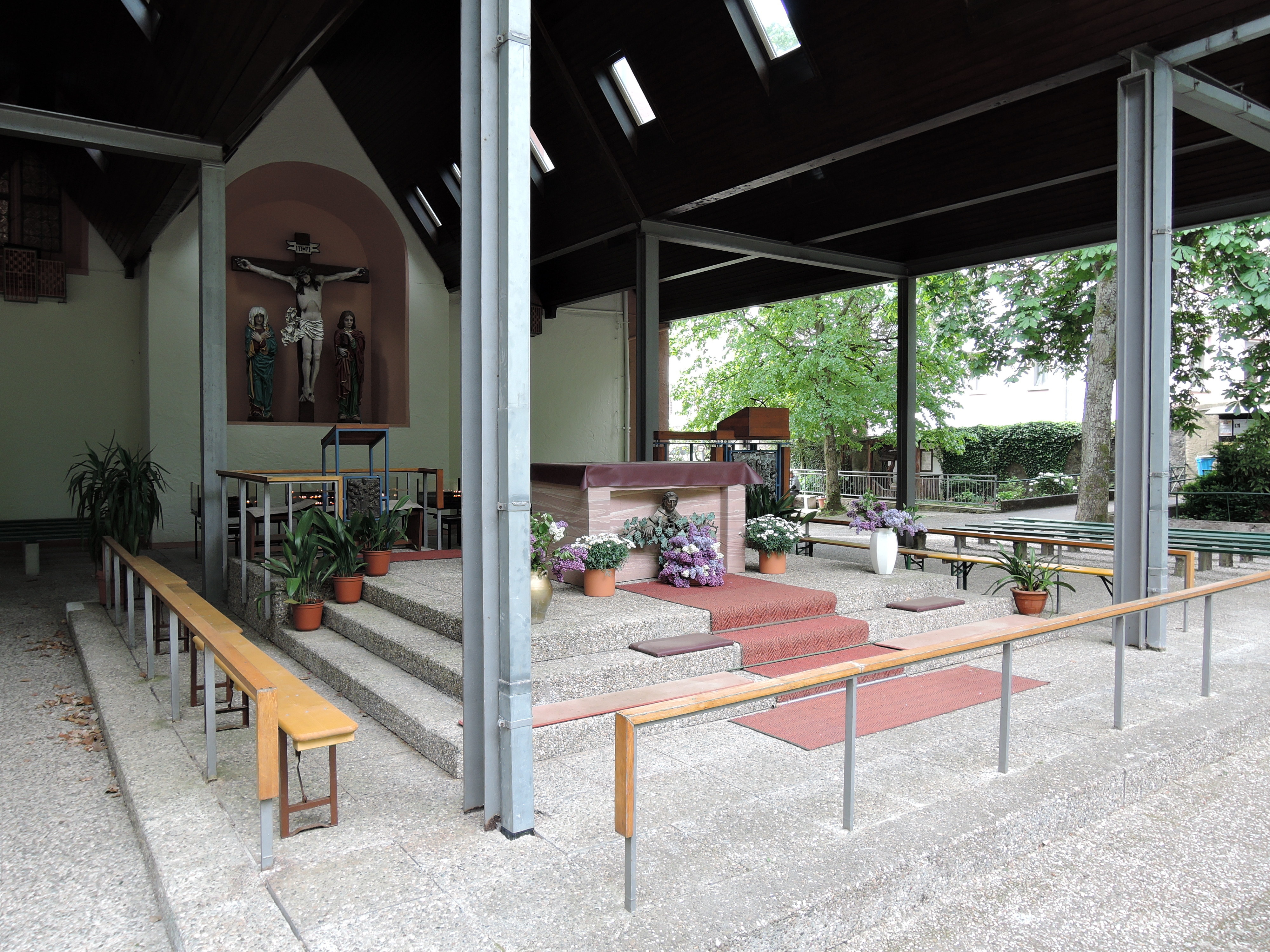
Außenaltar
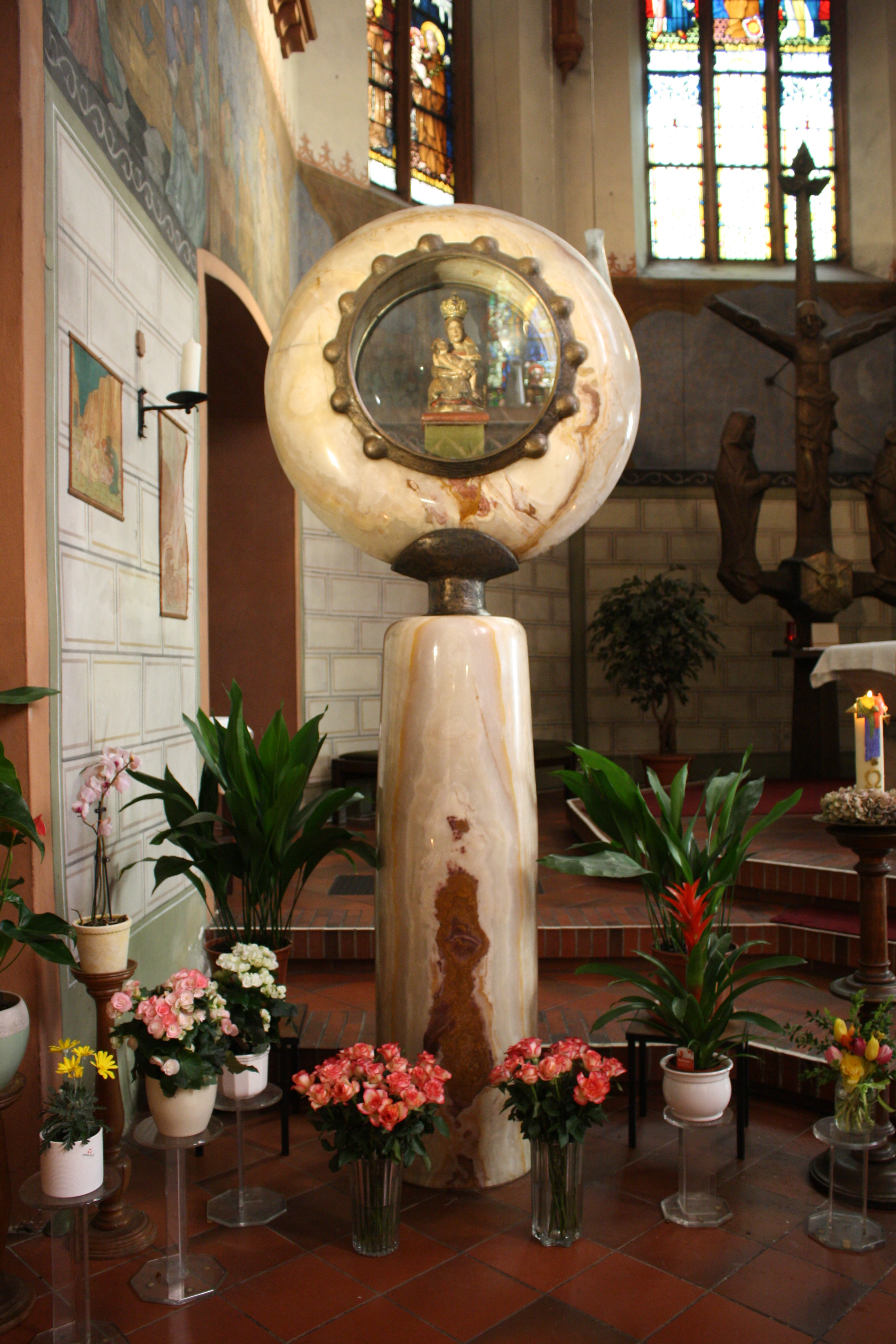
Gnadenbildschrein
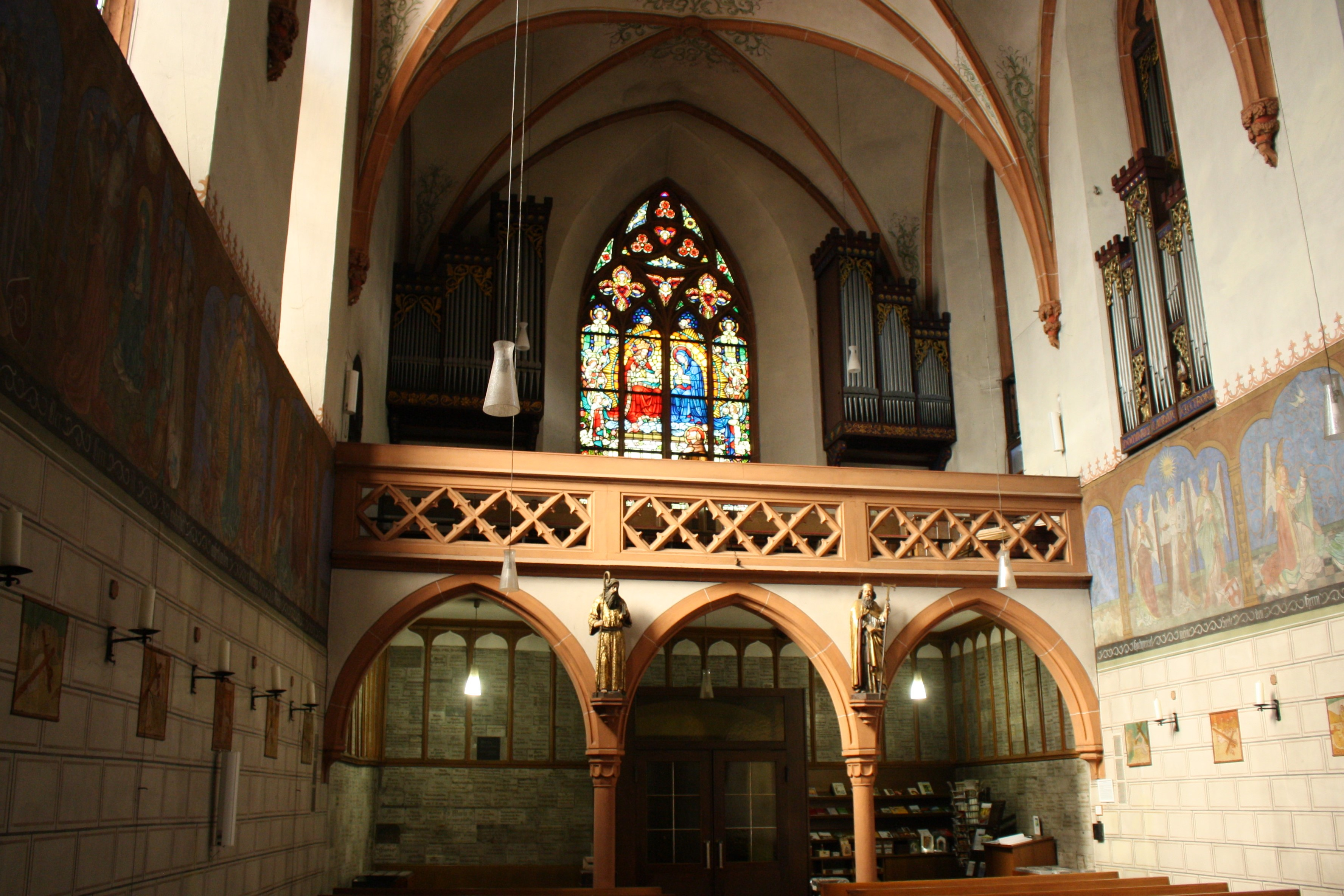
Klosterkirche Empore
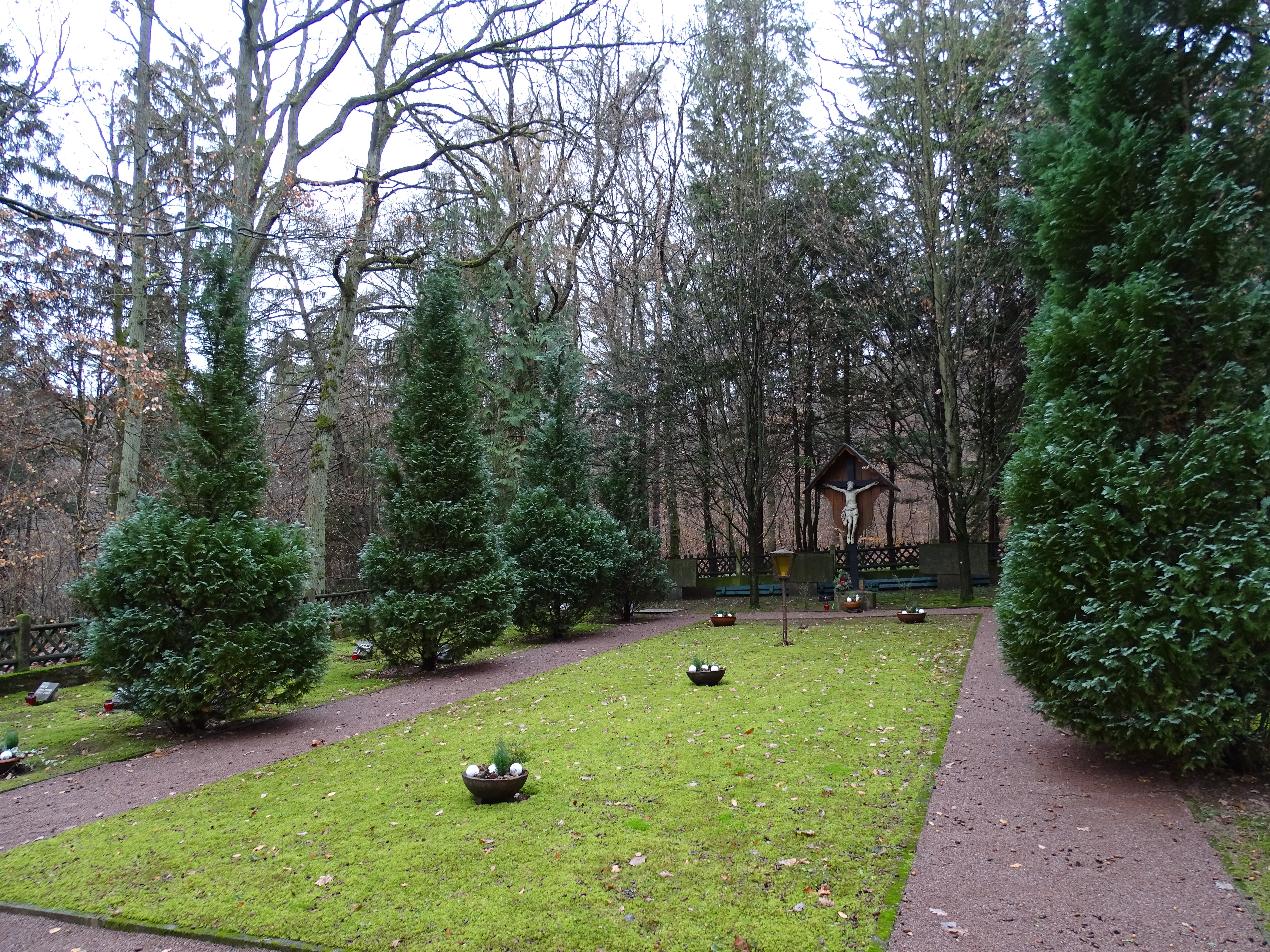
Klosterfriedhof
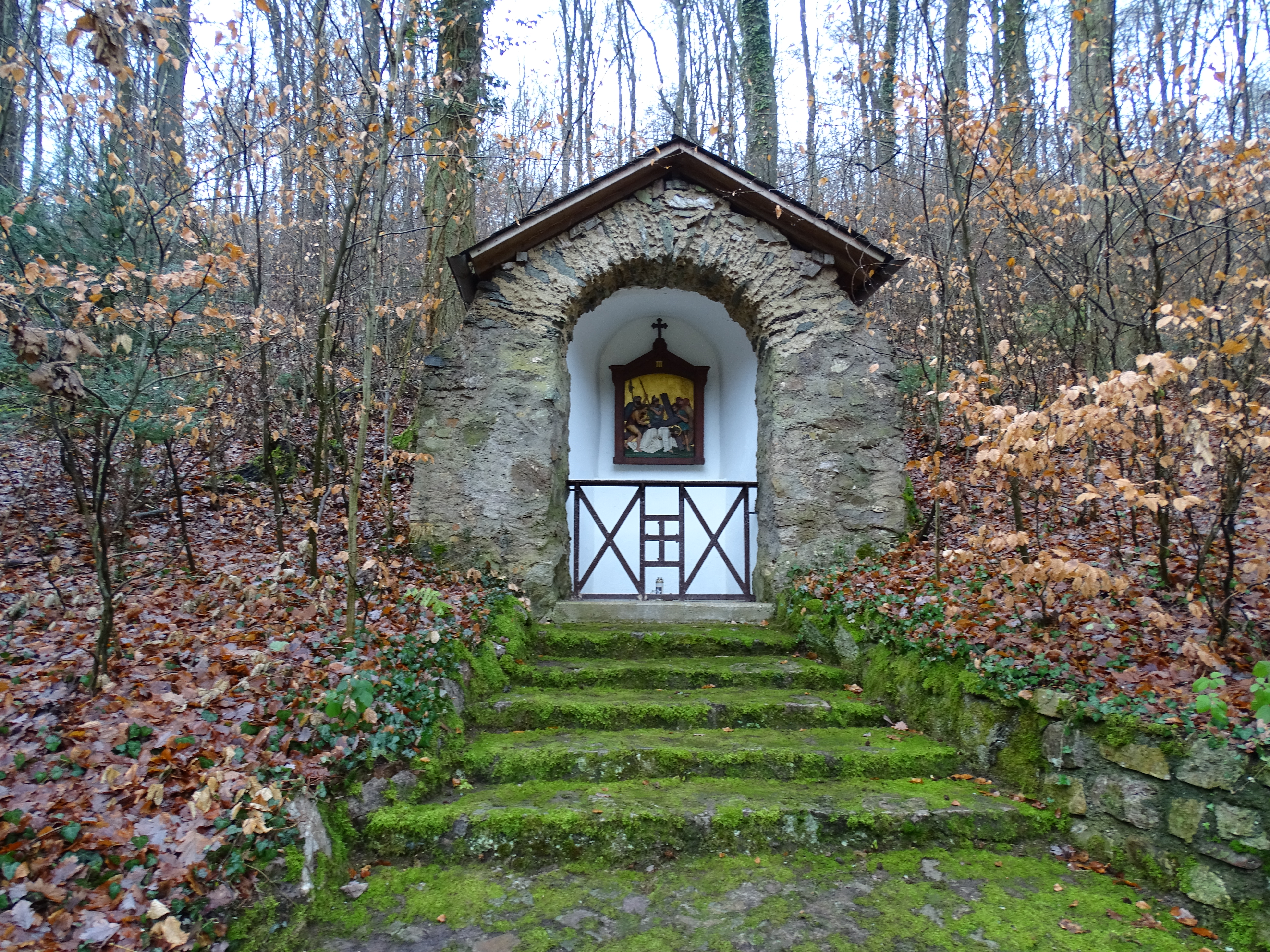
Kreuzweg